# 嘉祥外里
嘉祥外里，是台灣南部自清治時期至日治初期的一個行政區劃，其範圍包括今高雄市的阿蓮區全部及岡山區東北部。
嘉祥外里北邊為崇德西里，東邊為崇德東里、嘉祥內里，南邊為觀音上里、仁壽下里，西邊為維新里、長治一圖里。

## 管轄街庄
嘉祥外里共轄10個庄：
- 今阿蓮區境內：中路庄、石案潭庄、阿嗹庄、崙仔頂庄、崗山營庄、九鬮庄、土庫庄
- 今岡山區境內：拕仔庄、五甲尾庄、前峰仔庄